# Irkut (Fluss)
Der Irkut (russisch Ирку́т; mongolisch und burjatisch Эрхүү гол) ist ein etwa 488 km langer, linksseitiger bzw. westlicher Zufluss der Angara in Sibirien, Russland (Asien).

## Verlauf
Der Fluss entsteht im Südwesten der Republik Burjatien im Ostteil des Ostsajan, einem Hochgebirge der Südsibirischen Gebirge. Er entfließt dem auf 1952 m Höhe gelegen Iltschirsee, der unter anderem von der vom Berg Iltschir (2352 m) kommenden und etwa 10 km langen Iltschir gespeist wird.
Im Ostsajan fließt der Irkut erst ein Stück nach Westen und dann etwas nach Süden und Südosten. Dabei passiert er das unmittelbar südwestlich des Flusses gelegene Massiv des Munku Sardyk (3492 m), wonach er sich nach Osten wendet und in den Tunka-Nationalpark einfließt. Fortan verläuft er windungsreich durch das große Tunkabecken, das wie der Park in der Region des am Fluss liegenden Kyren liegt. Nach Einmünden seines größten Zuflusses, Sun-Murin, verlässt der Irkut den Park etwa 40 km westlich des Baikalsees, den er nicht durchfließt, auf etwa 660 m Höhe, was der tiefstgelegenen Parkstelle entspricht.
Kurz darauf entfließt er auch der Niederung des Tungabeckens, um zugleich die Republik Burjatien zu verlassen und die Oblast Irkutsk zu erreichen. Nach dem Durchfließen zweier langgestreckter Flussschleifen bzw. Richtungswechsel, die sich westlich des Baikalsees befinden, verlässt der Irkut die Ostausläufer des Ostsajans, um danach nordostwärts zu verlaufen, wobei er die Stadt Schelechow passiert.
Nach Unterqueren der Transsibirischen Eisenbahn mündet der Irkut etwa zehn Angara-Flusskilometer unterhalb der Staumauer des Irkutsker Stausees in der Großstadt Irkutsk auf etwa 405 m Höhe in den dort von Süden bzw. von diesem Stausee kommenden Jenissei-Nebenfluss Angara.

## Hydrologie und Einzugsgebiet
Der Irkut, dessen Einzugsgebiet rund 15.780 km² umfasst, friert in der Regel von Ende Oktober bzw. Mitte November bis Ende April bzw. Anfang Mai zu. Sein Abfluss, der im Mittel bei 142 m³/s liegt, betrug im Januar 1987 etwa 11,5 m³/s und im Juni 1987 rund 296 m³/s, also etwa 1/100 bis 1/10 der Angara unterhalb des Stausees (2070 m³/s im Januar bzw. 1960 m³/s im Juni).